# Княже (Золочівський район)
Кня́же — село в Україні, у Золочівській міській громаді, Золочівського району, Львівської області. Населення становить 404 особи. Орган місцевого самоврядування — Золочівська міська рада.

## Історія
Документ із 1488 року про визначення границь ґрунтів Княжого є першою звісткою про існування села. Тоді наказано сипати граничні кіпці з Княжого до Гологір, бо туди проходив теж головний шлях, «вія публіка», з Княжого на південь. 13 вересня 1604 року в селі зупинялося українсько-польське військо яке 20 червня 1605 року захопило Москву. Король Владислав IV Ваза актом із 1646 року затвердив передачу власності села від Миколая Остроруга до Лагодовських. З дозволу короля Яна II Казимира Анджей Жолкевський передав свої «доживотні» права до Княжого на користь Михайла Жолкевського. У 1687 році король Ян Собєский визнав право власності на Княже за Жолкевськими. Згодом Даниловичі замінили Княже за соляні джерела власності Василєвських, зокрема, Тадей Васілєвський. Черговими власниками Княжого були вірмени Августиновичі, після них француз Порцері і, врешті, від 1913 року єврей Рознер.
Сама назва села свідчить, що первісна оселя належала до руських князів. Від давніх часів був тут монастир сестер Василіянок під покровом св. Параскевії, що проіснував аж до ліквідації монастиря 12 червня 1781 року, на підставі т. зв. «Йосифінської касації монастирів». Черниць переселили тоді до Словіти. Внутрішнє обладнання монастиря, богослужбові книги й ризи передано до парафіяльної церкви, де вони зберігалися аж до 1910 року. Тоді завідувач церкви закупив нові фелони, а старі наказав спалити.
Метричні записи існували від 1780 року.
Крім них було чимало старовинних документів, протоколів візитацій, грамот тощо. У 1700 році парохом був о. Лука, що його підпис зберігся на спільному акті віднови унії з Римом за часів єпископа Шумлянського. Після нього парохами села були аж до останнього часу: о. Степан Розборський, о. Шашкевич (батько Маркіяна), о. Сметана, о. Гіполіт Дроздовський (протягом 60 років) о. Косак, о. Юрій Малий і останній, до періоду Другої світової війни, о. Микола Марків.
В одній частині села мешкали поляки, «гербові» шляхтичі, а між ними тільки одна українська родина, на прізвище Попель, уважала себе родовою шляхтою. Під час війни в 1914 році австрійці запроторили до Талергофу 10 найпередовіших громадян села, з яких один, Петро Добош, там помер.
У 1880 році фільварок мав 1129 моргів поля, а село 2034. Із 1251 мешканців було 881 православними, 370 римо-католиків. Від 1856 року була у Княжому однокласна етатова школа і громадська позикова каса.

## Костел
1910 року у Княжому постала філіальна мурована каплиця завдяки зусиллям та коштам архієпископа Кароля Гриневецького, котрий після вигнання з Росії за непокору царській владі оселився в сусідніх Зозулях-Козаках на теренах парафії Успіння Пресвятої Діви Марії у Золочеві. Костел від 1980 року стоїть без даху. 2024 року покинуту будівлю костелу передали у комунальну власність громади.

## Княжівські стави
Княже найбільш приваблює туристів своїми відомими озерами та ставами. У селі Княже знаходяться вісім ставів, одне з яких природного походження. Для більшості ставів Княжівський клуб рибалок придбав рибу карпа та білого амура. В цих ставах можуть рибалити лише члени ККР (Княжівський клуб рибалок), які здавали гроші на закупівлю риби. Кожен з членів ККР має посвідчення рибалки. Без посвідчення рибалки ловити рибу заборонено.
- Заставка (Копито) — невелике озеро на півдні села. Дістало свою другу назву через свій вигляд у формі копита. В озері мало риби.
- Церковний став — став у центрі села. Отримав свою назву через те, що знаходиться близько від церкви. В озері багато риби.
- Центральні стави — стави які знаходяться поблизу Церковного ставу. Став теж рибацький.
- Маточник — озеро природного походження. Колись на місці малого озера було просто болото через те, що до озера забило дамбу. Але наприкінці 2011 люди вирішили розчистити дамбу і запустити в озеро рибу, після цього й було створено Княжівський клуб рибаків. В цьому озері ловити рибу заборонено.
- Кар'єри (Торфи) — на місці цих озер були торфові кар'єри. Влітку в цих озерах дуже гаряча вода, ідеальна для купання, але там рідко можна зустріти відпочивальників. Озеро виглядає дуже чистим, але коли опуститися у воду з дна піднімається торф і через це вода стає дуже брудною.
- Безіменне озеро — озеро неподалік від кар'єрів. На відміну від кар'єрів в цьому озері вода чиста і без торфового дна. В озері немає риби. Туди часто приїжджають люди з інших сіл щоб відпочити.
- Бонишинські стави — два озера за селом. Колись на ці озера приїжджало багато людей для відпочинку. Але згодом озера приватизували і в'їзд на територію озер заборонений. Цього літа (2014 рік) власники озер обіцяють знову відкрити озера для всіх охочих.

## Цікаві факти
- Княже має власну футбольну команду «Княжі Лани».
- У центрі села біля школи находиться згорілий польський костел.
- На західному кінці села під ялинкою стоїть хрест, під яким за легендою поховані 2 німецькі солдати.

## Відомі люди
- Дідушок Василь Федорович — сотник УСС, полковник Армії УНР, начальник штабу Корпусу Січових Стрільців у Києві.
- Дідушок Петро Федорович — громадський та політичний діяч, дипломат Української Народної Республіки.
- Мирослав Марусин (у світі Стефан Марусин) — архієпископ Української Греко-Католицької Церкви, секретар Конгрегації Східних Церков (1982–2001).
- Маркіян Шашкевич — західноукраїнський (галицький) пророк («Будитель»), письменник, поет — зачинатель нової української літератури в Галичині.

## Зауваги
1. ↑  є також дата 1647  у Адама Бонецького → Boniecki Adam. Herbarz polski: wiadomości historyczno-genealogiczne o rodach szlacheckich. — Lwów, 1912. — Cz. 1. — t. 15. — S. 164. (пол.)